# Pteropus chrysoproctus
Pteropus chrysoproctus — вид рукокрилих, родини Криланових.

## Поширення, поведінка
Країни поширення: Індонезія. Був записаний від рівня моря до 250 м над рівнем моря. Багато в чому залежить від незайманих лісів. Зустрічається також в порушених лісах.

## Загрози та охорона
Вирубка лісу є серйозною загрозою, і полювання може також бути проблемою. Цей вид зустрічається в англ. Manusela National Park.